# Acacia adenopa
Acacia adenopa é uma espécie de leguminosa do gênero Acacia, pertencente à família Fabaceae.